# Округ Фримонт (Вајоминг)
Округ Фримонт (енгл. Fremont County) је округ у америчкој савезној држави Вајоминг.

## Демографија
По попису из 2010. године број становника је 40.123, што је 4.319 (12,1%) становника више него 2000. године.
| Група             | 2000.          | 2010.          |
| Белци             | 26.693 (74,6%) | 28.677 (71,5%) |
| Афроамериканци    | 44 (0,1%)      | 101 (0,3%)     |
| Азијати           | 106 (0,3%)     | 157 (0,4%)     |
| Хиспаноамериканци | 1.566 (4,4%)   | 2.264 (5,6%)   |
| Укупно            | 35.804         | 40.123         |